# Friedrich von Wangen-Geroldseck

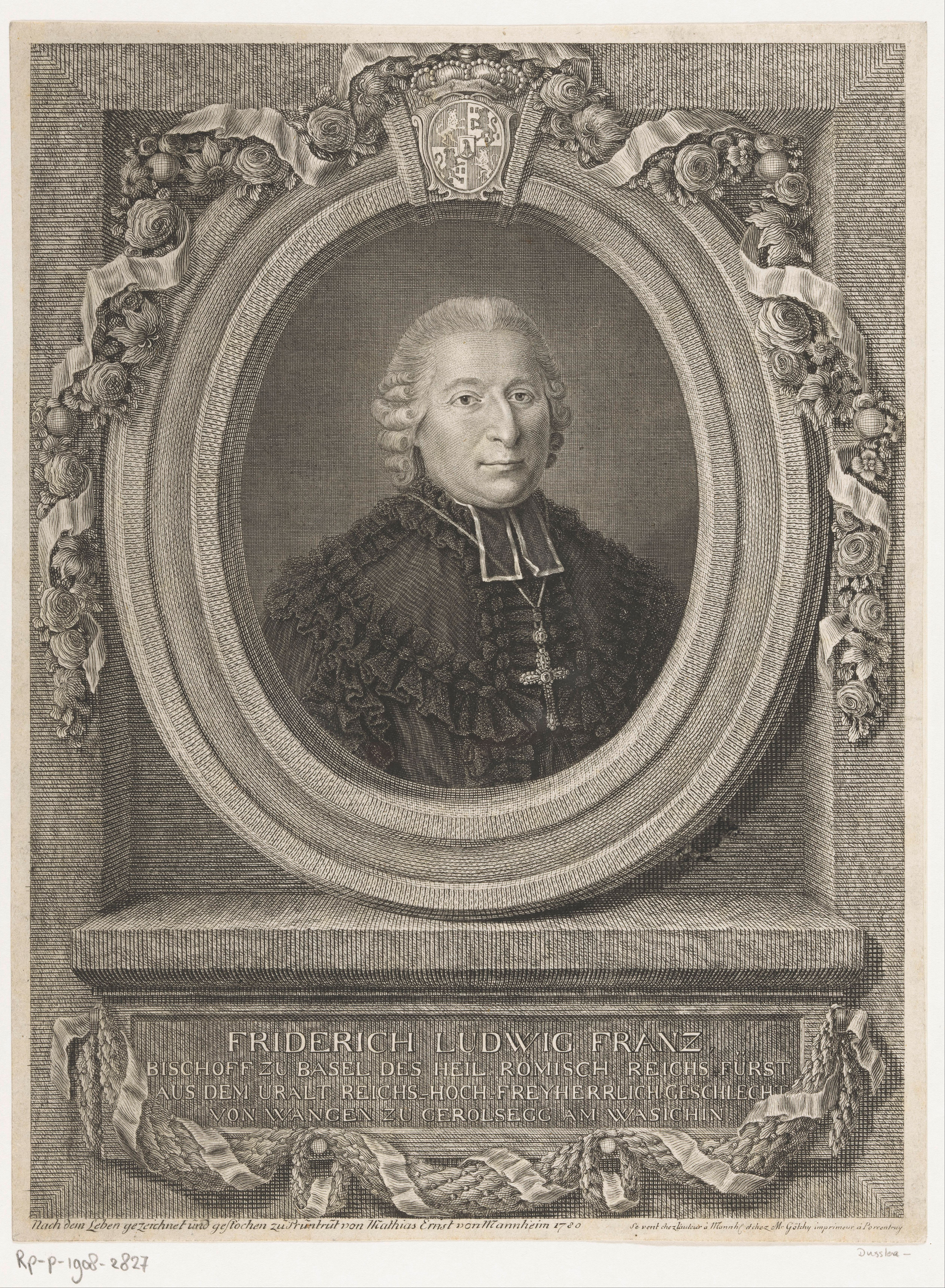
Friedrich von Wangen-Geroldseck

Friedrich Ludwig Franz Freiherr von Wangen-Geroldseck (* 12. März 1727 in Wilwisheim; † 11. Oktober 1782 in Pruntrut) war von 1775 bis 1782 Fürstbischof von Basel.

## Leben
Friedrich wurde als Sohn des Johann Ludwig Albrecht von Wangen-Geroldseck und der Maria Anna Katharina von Schauenburg geboren. Sein Vater war Rat des unterelsässischen Ritterschaftsdirektoriums.
Wie für die Elite des Fürstbistums üblich begann er seine Ausbildung am Jesuitenkolleg in Pruntrut. Danach studierte er an den Universitäten Strassburg, Rom und Paris. 1745 wurde er Domherr zu Arlesheim und 1751 Kapitular. Weitere Ämter im Domkapitel folgten (Kustos; Archidiakon; Kantor). 1766 erhielt er die Priesterweihe. 1775 erfolgte die Wahl zum Bischof und 1776 die Bischofsweihe.

## Die Aussenpolitik
In seiner kurzen Amtszeit schloss der Fürstbischof zwei wesentliche Verträge ab. 
1779 vereinbarte er mit dem Erzbischof von Besançon, Raymond de Durfort einen Austausch von Pfarreien, wodurch endlich der Elsgau mit seiner Hauptstadt Pruntrut – der Residenz der Basler Fürstbischöfe seit der Reformation – von der Erzdiözese Besançon zum Bistum Basel kam. Im Gegenzug wurden 29 elsässische Pfarreien an Besançon abgegeben.
1780 folgte ein Allianzvertrag mit dem Königreich Frankreich unter Ludwig XVI., das Frankreich ein Recht zur Intervention im Fürstbistum einräumte und damit die Grundlage für die französische Besetzung am 28. April 1792 schuf. Mit diesem Vertrag wendete sich der Fürstbischof von der Eidgenossenschaft und dem Reich ab.
Zudem gelang ihm eine Grenzbereinigung mit Frankreich durch Gebietsaustausch im Tal des Doubs.